# Calocaerus
Calocaerus (mort en 335 à Tarse) est un usurpateur romain pendant le règne de l'empereur Constantin. Le seul connu pendant le règne de l'empereur.

## Biographie
Calocaerus était magister pecoris camelorum (maître des moutons et des chameaux), à Chypre. Il est incertain de savoir si son titre peu commun impliquait un commandement militaire ("capitaine du corps des chameaux") ou simplement une position servile ("berger esclave de premier plan"), bien qu'il n'y ait eu aucun chameau à Chypre à cette époque. Il fut assigné à ce poste par l'empereur Constantin Ier en 330 apr. J.-C. En 333-334, il se révolte, se proclamant empereur. Pendant la période de la révolte, le pouvoir impérial et la légitimité reposaient presque entièrement sur la puissance militaire. Pour devenir et rester empereur, un usurpateur avait besoin d'une armée nombreuse et fidèle. En raison de cela, il y avait un grand nombre de révoltes éphémères, qui étaient soit rapidement réprimées par l'empereur en place, soit voyaient leur usurpateur tué par ses propres troupes. Constantin envoie son demi-frère, le Censeur Flavius Dalmatius, pour mater la rébellion. Dalmatius est promu César à cette occasion. Calocaerus, vaincu, est amené à Tarse, en Cilicie, où il est jugé et brûlé vif.